# Croton schultesii
Croton schultesii är en törelväxtart som beskrevs av Johannes Müller Argoviensis. Croton schultesii ingår i släktet Croton och familjen törelväxter. Inga underarter finns listade i Catalogue of Life.